# 田沁鑫

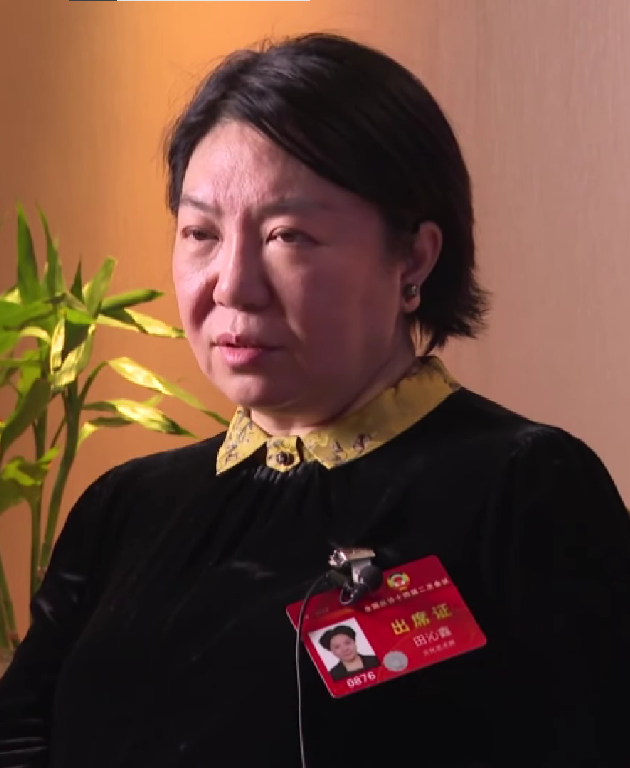
田沁鑫（2024年3月）

田沁鑫（1969年8月—），中国话剧导演。毕业于中央戏剧学院导演系。1999年12月起在中国国家话剧院工作，现任中国国家话剧院院长，一级导演，第十三届全国政协委员，第十四届全国政协常委。

## 编剧作品
- 话剧《生死场》（1999年根据萧红同名小说改编）
- 话剧《狂飙》（2001年）
- 话剧《赵氏孤儿》（2003年）
- 话剧《赵平同学》（2005年）
- 话剧《四世同堂》（2010年根据老舍同名小说改编）
- 话剧《青蛇》（2013年根据李碧华同名小说改编）
- 话剧《北京法源寺》（2015年根据李敖同名小说改编）